# David Bruce-Brown

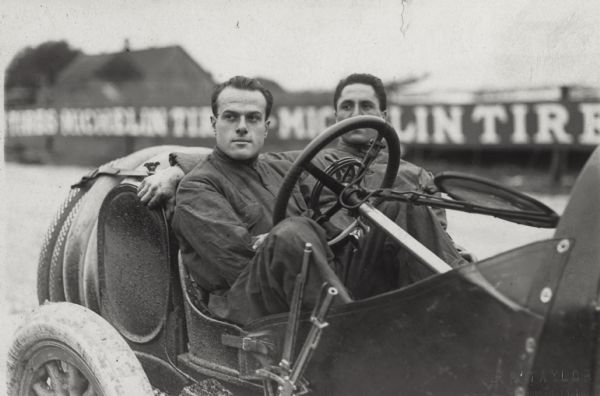
Bruce-Brown avec son mécanicien Tony Scudellari, peu avant leur décès au Grand Prix des USA de 1912, par éclatement d'une roue arrière trop usée.

David Loney Bruce-Brown, né le 13 août 1887 à New York (NY), et mort le 1er octobre 1912 à Milwaukee (Wisconsin), était un pilote automobile américain.

## Biographie
Fils d'une riche famille new-yorkaise ayant investi dans l'immobilier, il commence la compétition automobile en mai 1907, dès l'âge de 20 ans à l'Empire City horse track (Yonkers, NY), sur une Oldsmobile Curved Dash personnelle (déjà victorieux dans les deux courses sprint sur le mile de l'ovale).
Arrêtant ses études à l'école préparatoire d'Harstrom, il devient le mécanicien d'Emanuel Cedrino, et les deux hommes remportent immédiatement la course de 300 miles du sixième tournoi d'Ormond-Daytona Beach, en 1908, deux mois avant le décès de l'italien lors d'une tentative de record à la Pimlico horse track près de Baltimore.
Bruce-Brown remporte entre autres les deuxième et troisième Grand Prix automobile des États-Unis, organisés à Savannah (Géorgie).
Pilote brillant trop tôt disparu, il se tue en 1912 lors d'essais en vue des Grand Prix des USA et de la Coupe Vanderbilt, après avoir participé la même année au Grand Prix de l'ACF (vainqueur de la première manche, sur Fiat). Sa voiture une fois réparée, Barney Oldfield obtiendra à son volant une quatrième place au Grand Prix américain.

## Palmarès

### Grand Prix

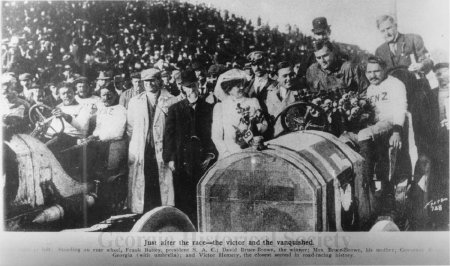
Sa première victoire au Grand Prix US, en 1910 à Savannah (Géorgie).

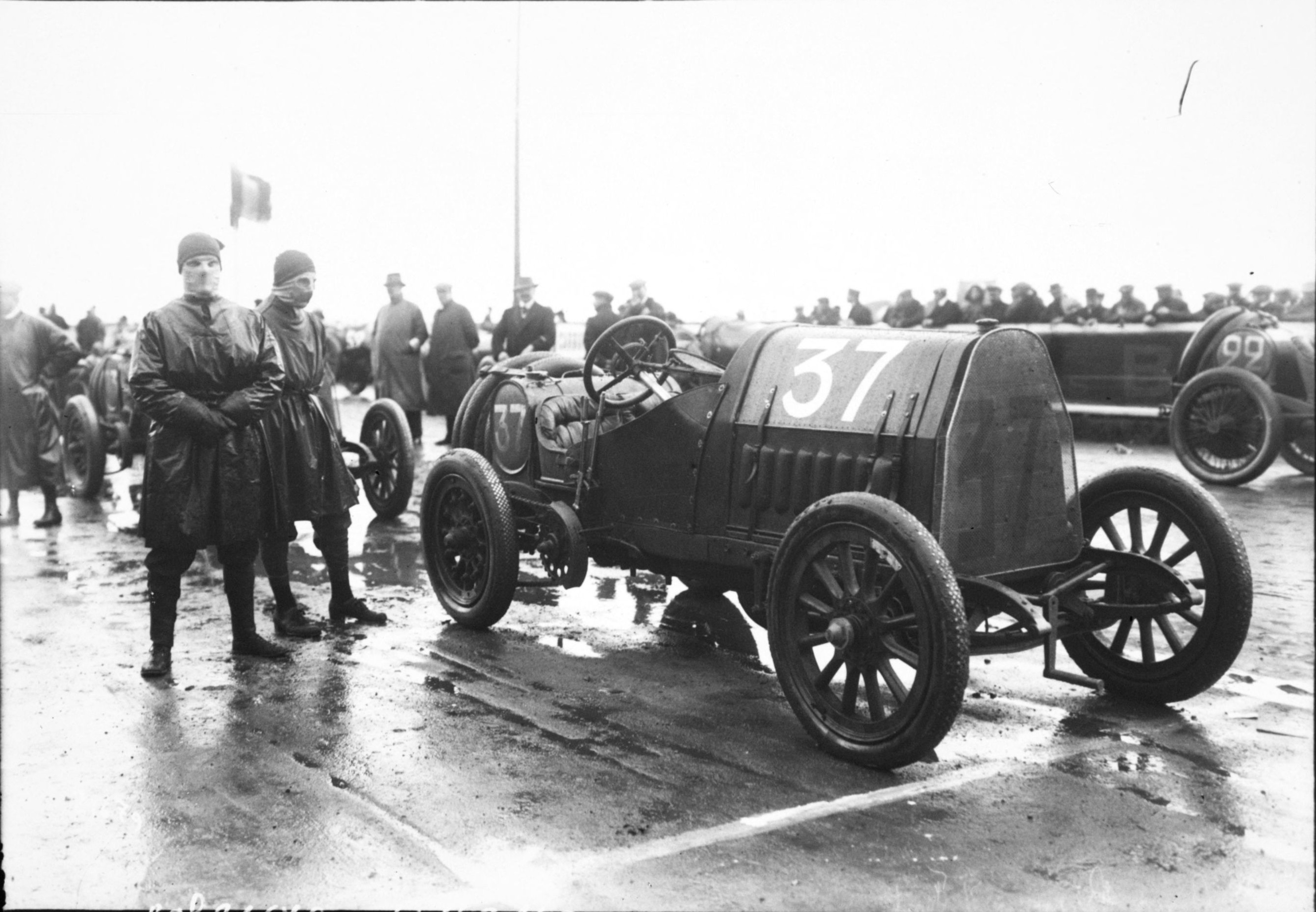
Bruce-Brown sur Fiat au Grand Prix de France à Dieppe en 1912.

- Grand Prix des USA 1910 sur Benz (à 23 ans à peine, avec simplement 1,43 seconde d'avance sur son coéquipier de douze ans son aîné, le français Victor Hémery) ;
- Grand Prix des USA 1911 sur Fiat (changeant lui-même ses roues, lors d'un arrêt aux stands) ;

Il est disqualifié pour « ravitaillement hors des stands » lors du Grand Prix de France (A.C.F.) 1912 sur Fiat S74 14,1 litres, tout comme Ralph DePalma, même voiture.

### Résultats à l'Indy 500
Deux participations :
- Troisième des 500 miles d'Indianapolis 1911 (en tête durant 81 des 102 tours, sur Fiat de l'écurie d'E.E. Hewlett) ;
- 22e à l'édition des 500 miles d'Indianapolis 1912. Il réalise la meilleure moyenne des qualifications avec un tour à 142,35 km/h de moyenne.

### Résultats en championnat racing cars AAA
Six participations de 1910 à 1912 avec une victoire pour trois podiums (essentiellement sur Fiat), troisième du championnat national en 1911.
- 1911 : victoire à Savannah, course 2 ;
- 1912 : 3e à Santa Monica, course 3.

### Autres victoires
- Daytona Speed Trials, en 1908.

### Courses de côte
- New York Automobile Trade Association’s Fort George hill climb, NY, en 1910 (sur Benz 120HP) ;
- Yale Automobile Club Shingle Hill climb en 1910 (même voiture, à West Haven, Connecticut) ;
- Pennsylvania’s Giant’s Despair Hill Climb à Wilkes-Barre (Pennsylvanie) en 1910 (idem, course encore disputée de nos jours).

### Records mondiaux
À Ormond-Daytona beach :
- Mile amateur en 1908 (162,743 km/h, ancien record William Kissam Vanderbilt II) ;
- Mile amateur en 1909 (175,565 km/h, sur Benz 120HP) ;
- Dix miles professionnel en 1910 (184,276 km/h, même voiture).